# US Open de 2010
O US Open de 2010 foi um torneio de tênis disputado nas quadras duras do USTA Billie Jean King National Tennis Center, no Flushing Meadows-Corona Park, no distrito do Queens, em Nova York, nos Estados Unidos, entre 30 de agosto e 13 de setembro. Corresponde à 43ª edição da era aberta e à 130ª de todos os tempos.

## Cabeças de chave

### Simples

#### Masculino
1. Rafael Nadal
2. Roger Federer
3. Novak Djokovic
4. Andy Murray
5. Robin Söderling
6. Nikolay Davydenko
7. Tomáš Berdych
8. Fernando Verdasco
9. Andy Roddick
10. David Ferrer
11. Marin Čilić
12. Mikhail Youzhny
13. Jürgen Melzer
14. Nicolás Almagro
15. Ivan Ljubičić
16. Marcos Baghdatis
17. Gaël Monfils
18. John Isner
19. Mardy Fish
20. Sam Querrey
21. Albert Montañés
22. Juan Carlos Ferrero
23. Feliciano López
24. Ernests Gulbis
25. Stanislas Wawrinka
26. Thomaz Bellucci
27. Fernando González
28. Radek Štěpánek
29. Philipp Kohlschreiber
30. Juan Mónaco
31. David Nalbandian
32. Lleyton Hewitt

##### Desistências
1. Juan Martín del Potro
2. Jo-Wilfried Tsonga

#### Feminino
1. Caroline Wozniacki
2. Kim Clijsters
3. Venus Williams
4. Jelena Janković
5. Samantha Stosur
6. Francesca Schiavone
7. Vera Zvonareva
8. Na Li
9. Agnieszka Radwańska
10. Victoria Azarenka
11. Svetlana Kuznetsova
12. Elena Dementieva
13. Marion Bartoli
14. Maria Sharapova
15. Yanina Wickmayer
16. Shahar Pe'er
17. Nadia Petrova
18. Aravane Rezaï
19. Flavia Pennetta
20. Anastasia Pavlyuchenkova
21. Zheng Jie
22. María José Martínez Sánchez
23. Maria Kirilenko
24. Daniela Hantuchová
25. Alexandra Dulgheru
26. Lucie Šafářová
27. Petra Kvitová
28. Alisa Kleybanova
29. Alona Bondarenko
30. Yaroslava Shvedova
31. Kaia Kanepi
32. Tsvetana Pironkova

##### Desistências
1. Serena Williams
2. Justine Henin

## Finais

### Profissional
| Categoria | Evento    | Campeã(s)(o/ões)              | Vice-campeã(s)(o/ões)              | Resultado          | Chave(s)  | Chave(s)       |
| --------- | --------- | ----------------------------- | ---------------------------------- | ------------------ | --------- | -------------- |
| Simples   | Masculino | Rafael Nadal                  | Novak Djokovic                     | 6–4, 5–7, 6–4, 6–2 | principal | qualificatório |
| Simples   | Feminino  | Kim Clijsters                 | Vera Zvonareva                     | 6–2, 6–1           | principal | qualificatório |
| Duplas    | Masculino | Bob Bryan Mike Bryan          | Rohan Bopanna Aisam-ul-Haq Qureshi | 7–65, 7–64         | principal | principal      |
| Duplas    | Feminino  | Vania King Yaroslava Shvedova | Liezel Huber Nadia Petrova         | 2–6, 6–4, 7–64     | principal | principal      |
| Duplas    | Misto     | Liezel Huber Bob Bryan        | Květa Peschke Aisam-ul-Haq Qureshi | 6–4, 6–4           | principal | principal      |

### Juvenil
| Categoria | Evento    | Campeã(s)(o/ões)              | Vice-campeã(s)(o/ões)           | Resultado     | Chave(s)  | Chave(s)       |
| --------- | --------- | ----------------------------- | ------------------------------- | ------------- | --------- | -------------- |
| Simples   | Masculino | Jack Sock                     | Denis Kudla                     | 3–6, 6–2, 6–2 | principal | qualificatório |
| Simples   | Feminino  | Daria Gavrilova               | Yulia Putintseva                | 6–3, 6–2      | principal | qualificatório |
| Duplas    | Masculino | Duilio Beretta Roberto Quiroz | Oliver Golding Jiří Veselý      | 6–1, 7–5      | principal | principal      |
| Duplas    | Feminino  | Tímea Babos Sloane Stephens   | An-Sophie Mestach Silvia Njirić | w.o.          | principal | principal      |

### Cadeirante
| Categoria | Evento       | Campeã(s)(o/ões)               | Vice-campeã(s)(o/ões)          | Resultado     | Chave     |
| --------- | ------------ | ------------------------------ | ------------------------------ | ------------- | --------- |
| Simples   | Masculino    | Shingo Kunieda                 | Nicolas Peifer                 | w.o.          | principal |
| Simples   | Feminino     | Esther Vergeer                 | Daniela Di Toro                | 6–0, 6–0      | principal |
| Simples   | Tetraplégico | David Wagner                   | Peter Norfolk                  | 6–0, 2–6, 6–3 | principal |
| Duplas    | Masculino    | Maikel Scheffers Ronald Vink   | Nicolas Peifer Jon Rydberg     | 6–0, 6–0      | principal |
| Duplas    | Feminino     | Esther Vergeer Sharon Walraven | Daniela Di Toro Aniek van Koot | 6–3, 6–3      | principal |
| Duplas    | Tetraplégico | Nicholas Taylor David Wagner   | Johan Andersson Peter Norfolk  | 7–5, 7–64     | principal |